# Biserica unitariană din Chilieni
Biserica unitariană din Chilieni, inițial romano-catolică, este un monument istoric aflat în localitatea Chilieni, sat aparținător municipiului Sfântu Gheorghe.
Patronul bisericii a fost Sfântul Kilian.
Prima atestare a bisericii și a localității datează din anul 1334, când Johannes sacerdos de Kylien a fost menționat într-un registru papal.
În timpul reformei protestante lăcașul a trecut de la cultul romano-catolic la cultul reformat-calvin, apoi, în ultimele decenii ale secolului al XVI-lea, la cel unitarian. În această perioadă picturile murale medievale au fost acoperite cu var, iar tabernacolul a fost zidit.
În anii 2004–2005 frescele medievale au fost readuse la lumină.